# Altruismo efficace
L'altruismo efficace (AE) è una filosofia e un movimento che si propone di applicare l'evidenza scientifica e la ragione per determinare i modi più efficaci per migliorare il mondo e metterli in pratica. È questo approccio basato sulla ricerca scientifica di prove che distingue l'altruismo efficace da forme tradizionali di altruismo o beneficenza. Sebbene una parte sostanziale degli altruisti efficaci si focalizzi sul settore non-profit, la filosofia dell'altruismo efficace si estende a progetti scientifici, aziende e politiche che possano salvare o migliorare il numero più alto di vite. Il filosofo etico Peter Singer è un noto sostenitore dell'altruismo efficace. Il movimento ha diverse sezioni ed organizzazioni in tutto il mondo.

## Principi
Se l'altruismo efficace si differenzia da altre pratiche di beneficenza, questo non è dovuto all'originalità dei suoi obiettivi. Infatti, gli aspiranti altruisti efficaci perseguono scopi caritatevoli largamente condivisi: il miglioramento delle condizioni di vita dei bisognosi; la riduzione della sofferenza animale; la salvaguardia di un pianeta abitabile per le generazioni future. Non sono tanto gli obiettivi di fondo a rendere particolare l'altruismo efficace, quanto piuttosto il metodo col quale quegli obiettivi vengono perseguiti. È l'enfasi posta sul confronto analitico delle diverse cause caritatevoli perseguibili e delle diverse azioni benefiche possibili; è l'importanza riconosciuta alla ricerca di quel corso d'opera che verosimilmente massimizza determinati valori umani (felicità, utilità, QALY, etc.).
Data questa premessa, si può vedere come la prospettiva dell'altruismo efficace sia facilmente declinabile in chiave consequenzialista, un'impostazione etica comune a molte figure di spicco del movimento.

Questo non significa, però, che l'altruismo efficace sia unicamente consequenzialista. Secondo MacAskill, l'idea base dell'altruismo efficace, ovvero quella di fare il massimo bene possibile con risorse limitate, è compatibile con un'ampia varietà di prospettive morali e metaetiche.

Va notato che, se da un lato i principi dell'altruismo efficace forniscono una qualche guida all'azione, d'altra parte esiste fra gli altruisti efficaci una consapevolezza di come questa non sia una guida sufficiente, da sola, a determinare che cosa sia meglio fare, e di come l'obiettivo dell'altruismo efficace (trovare e percorrere le vie più efficaci per aiutare gli altri) sollevi molte domande di natura morale: 

(William MacAskill, Effective Altruism: Introduction)

### Imparzialità
Fondamentale per l'altruismo efficace, l'imparzialità è la nozione (talvolta indicata invece col nome di 'neutralità') per cui al benessere di ciascun individuo debba essere attribuito eguale valore morale intrinseco. Ad esempio, un altruista efficace considera la vita d'una persona qualsiasi egualmente preziosa, che essa abiti in una terra lontana o viva nella sua stessa comunità. Così Peter Singer nel suo saggio “Famine, Affluence and Morality” del 1971:

(Peter Singer, Famine, Affluence and Morality)
Il principio di imparzialità si applica dunque a ciascun essere umano attualmente in vita. E che cosa dire degli altri esseri viventi? Un dilemma collegato al principio d'imparzialità è la questione circa quali esseri siano degni di considerazione morale. Molte persone che si riconoscono negli ideali dell'altruismo efficace attribuiscono valore non solo al benessere degli esseri umani, ma anche a quello degli altri animali senzienti; tanti perciò si spendono per ridurre la sofferenza degli animali non umani, ad esempio di quelli allevati intensivamente.

Ci sono poi i lungoterministi, che rifiutano d'attribuire più valore morale alla vita di una persona oggi che non a quella di membri di generazioni future; guardando negli anni a venire, queste persone si concentrano su progetti volti a ridurre i rischi di catastrofe globale.

William Schambra ha criticato il principio d'imparzialità dell'altruismo efficace, sostenendo che la carità determinata dalla reciprocità e dall'interazione faccia a faccia sia più forte e più diffusa di quella basata su un altruismo imparziale e distaccato. Le opere di beneficenza imperniate sulla comunità, scrive Schambra, hanno un ruolo fondamentale per la società civile e, di conseguenza, per la democrazia.

### Costo-efficacia
In un discorso del 2013, Peter Singer rilevava come molte delle più significative personalità dell'altruismo efficace avessero ricevuto un'educazione improntata al pensiero logico e quantitativo, studiando filosofia, economia o matematica.

Questo dato riflette l'alta importanza del principio di costo-efficacia nell'altruismo efficace. 
Definita una certa quantità di risorse da spendersi in opere di bene (come denaro od ore di lavoro), e determinato il genere di impatto positivo desiderato (ovvero la causa per cui impegnarsi), l'aspirante altruista efficace va in cerca di progetti in cui le sue risorse possano produrre il maggior impatto positivo possibile; quelli, in altre parole, col minor rapporto costo-efficacia.
Ad esempio: chi volesse donare del denaro (risorsa) per migliorare lo stato di salute altrui (impatto positivo), potrebbe decidere quale intervento sanitario finanziare in funzione del numero di quality-adjusted life years (QALY) che la sua donazione contribuirebbe a produrre.
Si prenda il caso della malattia dell'occhio denominata tracoma, un'infezione batterica della congiuntiva e della cornea, causata da Chlamydia trachomatis. Durante il decorso della malattia la rima palpebrale si rivolta verso l'interno della palpebra (entropion), e con essa si ha anche inversione delle ciglia (trichiasi). Queste ultime creano per sfregamento lesioni via via sempre più gravi alla cornea e cicatrici che causano distorsione visiva. Questo processo è molto doloroso e progressivamente conduce alla completa cecità.
Un cane guida per ciechi non rende la vista, e negli Stati Uniti del 2012 il suo allevamento ed addestramento costavano, in tutto, circa $ 42.000.

Per contro, in Africa il costo di una terapia chirurgica per il tracoma, risolutiva nell'80% dei casi, si aggirava attorno ai $ 25.

Pertanto, con le stesse risorse, era possibile donare un solo cane guida negli Stati Uniti, o salvare dalla cecità circa 1344 persone in Africa.

Risulta dunque evidente come alcuni progetti filantropici siano molto più efficienti di altri. Parimenti, alcune organizzazioni di beneficenza (charities) sono molto più efficaci ed efficienti di altre.

Alcune organizzazioni semplicemente non raggiungono i propri obiettivi.

Di quelle che riescono ad essere efficaci, alcune sono molto più efficienti, cioè ottengono risultati più significativi spendendo meno.

Ricercatori di  GiveWell. hanno calcolato che alcune organizzazioni di beneficenza sono centinaia o addirittura migliaia di volte più efficaci di altre.

#### Ragionamento in condizioni d'incertezza
L'altruista efficace tenta perciò di identificare progetti ed organizzazioni dalle quali ci si aspetti un ottimo
rapporto costo-efficacia, così da massimizzare l'impatto positivo prodotto. Molti progetti hanno un esito incerto, ed un progetto può avere un valore atteso più elevato di un altro anche laddove la probabilità di successo sia inferiore, a condizione che l'impatto positivo potenziale sia sufficientemente elevato. Ad esempio, se un intervento A consentisse di salvare 1'000'000 vite con una probabilità dell'1%, ed un intervento B consentisse di salvarne 10 con una probabilità del 100%, il valore atteso dell'intervento A ammonterebbe a 10'000 vite, una quantità 1'000 volte superiore al valore atteso dell'intervento B, 10 vite.

Esempi di iniziative con impatto potenziale estremamente elevato ed esito estremamente incerto possono essere facilmente trovati fra quelle dedicate alla riduzione del rischio di catastrofi globali.
Alcuni aspiranti altruisti efficaci preferiscono determinare quali interventi abbiano il maggior impatto principalmente attraverso studi controllati randomizzati,

 
comunemente ritenuti la prova più dirimente in ricerca sanitaria. Un caso esemplare d'intervento supportato da evidenze empiriche è quello dei trattamenti di sverminazione di massa, la cui efficacia nel promuovere l'istruzione in alcuni Paesi in via di sviluppo è stata dimostrata, appunto, da studi controllati randomizzati.

In confronto ai progetti filantropici più pionieristici, quelli che invece consistono nella distribuzione d'interventi la cui efficacia sia già stata adeguatamente documentata risultano facilmente più promettenti; il loro effetto appare meno incerto.

Tra i gruppi di ricerca di spicco che conducono studi controllati randomizzati per valutare l'impatto di diverse misure vi sono il Poverty Action Lab

ed Innovations for Poverty Action.

Altri hanno messo in guardia dalla richiesta di prove tanto rigorose, argomentando che essa restringa inutilmente l'attenzione a quelle cause per le quali tali prove possano essere prodotte, a discapito di altre, pure importanti ma meno misurabili.
 
Anche Pascal-Emmanuel Gobry, facendo riferimento al cosiddetto 'effetto lampione', ha rilevato questo rischio che i progetti dagli esiti meno misurabili siano trascurati: questioni come la ricerca medica o la riforma del governo, sostiene, vengono necessariamente sempre affrontate "un passo alla volta" e i risultati sono difficili da misurare con esperimenti controllati.
 
Kelsey Piper, giornalista vicina all'altruismo efficace, sostiene che l'incertezza non sia una buona ragione per cui gli aspiranti altruisti efficaci dovrebbero astenersi dall'agire sulla base della loro più accurata immagine del mondo, perché un progetto sulla cui efficacia non vi siano prove contrastanti sarebbe più un'eccezione che la regola.

#### Rivalutazione dei costi amministrativi
Tradizionalmente, le valutazioni delle organizzazioni caritatevoli si sono concentrate sulla minimizzazione dei costi amministrativi in proporzione al costo di un programma. Gli altruisti efficaci in genere rifiutano questo metodo di misurazione, trovandolo semplicistico ed erroneo.

 
Gli altruisti efficaci preferiscono misurare i risultati ottenuti per unità di risorse investite (QALYs/dollaro, ad esempio), indipendentemente dalla quota dei costi amministrativi. Inoltre, come spiega Dan Pallotta, fondatore di AIDSRides (una serie di eventi di raccolta fondi contro l'AIDS), gli enti di beneficenza dovrebbero essere incoraggiati ad investire di più nella raccolta fondi, se questo investimento consente loro di aumentare le entrate e destinare più risorse al loro lavoro di beneficenza.
 
Uno studio di Dean Karlan ha persino scoperto che "le organizzazioni caritatevoli più efficienti investono una percentuale maggiore del loro budget in costi amministrativi rispetto ai loro concorrenti meno efficienti",
 
presumibilmente perché le spese amministrative possono essere finalizzate a condurre analisi volte a determinare quali attività dell'organizzazione siano più efficaci. Pertanto, le spese amministrative possono aiutare a indirizzare risorse verso le attività migliori.

#### Considerazione del margine per ulteriori finanziamenti
In generale, gli altruisti efficaci ritengono che la scelta di obiettivi e progetti di beneficenza da sostenere debba essere guidata dalla stima del valore marginale che nuove risorse destinate a ciascun obiettivo o progetto potrebbero aggiungere ai risultati positivi già conseguiti.
In quest'ottica, appare importante per l'aspirante altruista efficace il concetto di margine per ulteriori finanziamenti (room for more funding, o funding gap): una misura della capacità delle varie organizzazioni filantropiche d'assorbire efficacemente risorse finanziarie aggiuntive.

Ad esempio, un ente di beneficenza potrebbe già disporre di risorse finanziarie ingenti, ma non avere molto personale esperto in grado di spenderle efficacemente per produrre un impatto positivo nel mondo. In altre parole, l'elemento che limiterebbe la capacità dell'ente di beneficenza di avere un maggiore impatto positivo (ovvero il bottleneck dell'ente) sarebbe costituito dalla mancanza di personale capace, non di fondi. Data questa premessa, donazioni destinate all'ente di beneficenza non produrrebbero un grande impatto positivo: l'ente avrebbe un margine per ulteriori finanziamenti troppo ridotto.
L'aspirante altruista efficace sceglie dunque le organizzazioni cui donare tenendo conto anche del loro margine per ulteriori finanziamenti, selezionando enti benefici che appaiano in grado di utilizzare efficacemente un'eventuale donazione.
Questo criterio è altresì impiegato dalle meta-charities afferenti all' altruismo efficace GiveWell, Giving What We Can ed Animal Charity Evaluators, che valutano l'efficacia di altre iniziative filantropiche e le promuovono (o meno) di conseguenza.

### Priorizzazione delle cause
Una componente chiave dell'altruismo efficace è la priorizzazione

delle cause, ovvero l'assegnazione di differenti gradi di priorità ai diversi obiettivi filantropici teoricamente perseguibili. La necessità di una priorizzazione delle cause trova le sue radici argomentative nel principio d'imparzialità: l'idea è che le risorse debbano essere distribuite fra le diverse cause in base al criterio che realizzi più bene possibile, indipendentemente dall'identità del beneficiario e dal modo in cui venga aiutato.

Per un altruista efficace, la selezione del progetto di beneficenza da sostenere non inizia da uno scopo strumentale ad un fine ultimo (esempio: 'Come posso diffondere il più possibile il veganismo, cosicché gli animali vivano meglio?'), ma direttamente da un fine ultimo (esempio: 'Come posso incrementare il più possibile il benessere degli esseri viventi'?). L'altruista efficace è legato ad un fine morale generico, non a cause umanitarie particolari (cause-impartiality).
 
L'altruista efficace considera più importanti quei problemi che più incidono sul fine morale ultimo da egli prescelto, ed è pronto a rivedere questa stima alla luce di nuove informazioni. Per contro, molte organizzazioni filantropiche enfatizzano quanto efficaci i propri interventi siano nel mitigare un problema in particolare, come l'analfabetismo od il cambiamento climatico, tralasciando la questione circa quali problemi siano più importanti.

Esistono tre criteri di riferimento di cui le organizzazioni appartenenti alla galassia dell'altruismo efficace spesso si servono per priorizzare le varie potenziali aree d'intervento: importanza, trattabilità, trascuratezza.
 
L'importanza (o 'dimensione') di un problema è la quantità di bene che sarebbe prodotto se una certa frazione di quel problema fosse risolta. La trattabilità di un problema è la frazione di quel problema che sarebbe risolta se alla soluzione fosse destinata una certa frazione di risorse in più. La trascuratezza di un problema è la frazione di risorse in più cui corrisponderebbe l'aggiunta di una sola unità di risorse (come un lavoratore, o un'ora di lavoro, un euro, etc.). Moltiplicare queste tre variabili fra loro restituisce la misura di costo-efficacia fondamentale: bene prodotto per unità di risorse investita.

L'ottenimento delle informazioni necessarie per la definizione delle priorità delle cause può richiedere delle analisi di dati, il confronto dei risultati che differenti approcci potrebbero verosimilmente produrre (ragionamento controfattuale) e l'identificazione delle aree d'incertezza.

 
La difficoltà di questi compiti ha portato alla nascita di organizzazioni specializzate nella ricerca della priorità relativa delle cause.

Questa pratica di "pesare cause e beneficiari l'uno contro l'altro" è stata criticata da Ken Berger e Robert Penna di Charity Navigator, che l'hanno definita "moralistica, nel senso peggiore del termine" ed "elitaria".
 
William MacAskill ha risposto a Berger e Penna, difendendo la logica del confrontare gli interessi di un potenziale beneficiario con quelli di un altro, e concludendo che tale confronto è difficile e talvolta impossibile, ma spesso necessario.
 
La forma più perniciosa di elitarismo, secondo MacAskill, sarebbe piuttosto quella di donare alle gallerie d'arte (e ad altre istituzioni simili) invece di fare beneficenza.
 Ian David Moss ha suggerito che le critiche alla priorizzazione delle cause potrebbero essere risolte da quello che egli ha definito "altruismo efficace rispetto a un ambito", che incoraggerebbe "a seguire i principi dell'altruismo efficace all'interno di una circoscritta area d'interesse filantropico, come una specifica causa od una particolare regione geografica"; questo approccio, ha sostenuto Moss, potrebbe risolvere, almeno per alcuni donatori, il conflitto tra prospettive locali e globali.

### Ragionamento controfattuale
Gli altruisti efficaci sostengono l'uso del ragionamento controfattuale come mezzo per determinare quali azioni massimizzino l'impatto positivo. Ragionare in modo controfattuale significa sforzarsi di tener conto di tutte le conseguenze rilevanti che sarebbero generate da ciascuna dalle varie azioni a propria disposizione. Questo principio trova applicazione tanto laddove la scelta da compiersi riguardi l'identità dell'ente benefico cui destinare una donazione, quanto laddove si debba decidere quale genere d'associazione filantropica fondare; tanto la gestione di una non-profit quanto la costruzione d'una carriera lavorativa. 
Per esempio, molte persone danno per scontato che il modo migliore d'aiutare gli altri sia attraverso metodi diretti, come ad esempio lavorando per un'organizzazione di beneficenza, o come medico, o occupandosi di servizi sociali.

 Tuttavia, va considerato che per le organizzazioni di beneficenza, ospedaliere e di servizi sociali è spesso facile trovare persone capaci disponibili a lavorare per loro. Stando così le cose, l'aspirante altruista efficace contempla e confronta due futuri possibili: quello in cui ella stessa si candidi per la posizione e la ottenga, e quello in cui non lo faccia, e qualcun altro, che sarebbe altrimenti stato la seconda scelta, sia assunto al suo posto. Quale fra le due decisioni conduce al futuro dove si è realizzato il maggior impatto positivo? Quanto è grande questa differenza? Seguendo questo ragionamento, si vede come l'impatto di scegliere una tipica carriera altruistica potrebbe essere minore di quanto non appaia a prima vista.
 
Non nullo, si badi bene,
 
ma minore di quanto le apparenze possano suggerire. È il caso, ad esempio, della professione medica.

#### Earning to give
È sulla scorta di un ragionamento controfattuale che gli aspiranti altruisti efficaci col giusto profilo professionale possono giungere a considerare la strategia earning to give
 
('guadagnare per donare') il modo più efficace a loro disposizione per fare del bene. Questa strategia filantropica consiste nell'intraprendere una carriera redditizia con lo specifico obiettivo di donare larghe somme di denaro ad organizzazioni benefiche.
Si consideri, ad esempio, un avvocato con due opportunità lavorative fra cui scegliere: un impiego in remoto per una non-profit internazionale, che sarebbe retribuito 25$ l'ora, oppure una posizione consulenziale come avvocato d'impresa, che gli renderebbe 500$ l'ora, venti volte tanto. Entrambe le posizioni sono estremamente competitive: per entrambe c'è chi prenderebbe il posto del nostro avvocato, se questi rifiutasse la relativa offerta. Ebbene il nostro avvocato, ch'è un aspirante altruista efficace, fa un ragionamento controfattuale. Se egli accettasse la posizione presso la non-profit, produrrebbe (direttamente, attraverso il proprio lavoro) un certo impatto positivo; se invece la rifiutasse, qualcun altro sarebbe assunto per quella posizione, e quel qualcun altro produrrebbe più o meno lo stesso impatto positivo. D'altra parte, se il nostro accettasse la posizione come avvocato d'impresa, donerebbe una grossa fetta dei propri ingenti guadagni ad organizzazioni benefiche efficaci; ma se la rifiutasse, la persona assunta al suo posto molto probabilmente non farebbe altrettanto. L'avvocato ha dunque buone ragioni per scegliere la posizione meglio retribuita, anche se è quella che non produce direttamente un impatto positivo.
In passato, Benjamin Todd

e William MacAskill
, 
figure di rilievo nell'altruismo efficace, hanno persino sostenuto la potenziale liceità morale di carriere stereotipicamente immorali, come quella dell'ingegnere petrolchimico o del trader finanziario. In entrambi i casi, l'impatto marginale di qualsiasi eventuale azione immorale tipica per una carriera di quel tipo (come incrementare le emissioni globali di gas inquinanti, o determinare un aumento del costo dei beni di consumo) sarebbe piccolo o nullo, poiché qualcuno avrebbe comunque ricoperto quella posizione lavorativa, e quel qualcuno avrebbe comunque compiuto azioni simili. In questa prospettiva, per l'altruista efficace col giusto background sarebbe permissibile adottare una strategia earning to give basata su una carriera del genere: che causi indirettamente qualche danno, sia competitiva e renda bene. Questo principio è stato a più riprese messo in discussione, non ultimo dal filosofo Bernard Williams. Circa quarant'anni prima della pubblicazione degli scritti di Todd e MacAskill, Williams aveva impiegato un esperimento mentale riguardante un posto di lavoro presso una fabbrica di armi chimiche per criticare l'approccio utilitarista dell'atto, secondo il filosofo incompatibile con l'integrità dell'agente.
 
Nel tempo, l'altruismo efficace si è fatto più guardingo nei confronti di quelle strategie earning to give costruite attorno a carriere con un impatto diretto negativo.

### Beneficenza come dovere morale
Vari influenti filosofi parte del movimento dell'altruismo efficace, tra cui Peter Singer e Peter Unger, respingono l'opinione secondo cui fare il beneficenza sarebbe supererogatorio. All'interno di un dato sistema morale, un atto è detto supererogatorio quando è considerato buono ma non moralmente necessario. Questi filosofi affermano che donare ad organizzazioni di beneficenza efficaci che aiutano le persone più povere al mondo sia moralmente doveroso. In altre parole, ritengono che non far ciò sia eticamente sbagliato. Gli altruisti efficaci non respingono necessariamente l'esistenza di atti supererogatori, ma tendono a riconoscere meno atti come tali.
Singer e Unger usano vari esperimenti mentali per illustrare questo punto. La struttura di base di questi esperimenti consiste nell'immaginare d'incontrare una persona in pericolo di morte, che possa essere salvata a prezzo di un piccolo sacrificio personale e che morirà di certo se non aiutata. Così recita la forma base dell'ormai classico drowning child, l'esperimento mentale architettato da Singer incentrato su una bambina che sta affogando:

(Peter Singer, The life you can save)
Dato un simile scenario, propongono Singer ed Unger, la stragrande maggioranza delle persone concorderebbe che non prestare soccorso sarebbe immorale. Ma allora, analogamente, argomentano i due filosofi, è pure da ritenersi moralmente sbagliato non donare ad organizzazioni che possono salvare vite a poco costo.

Questo argomento assume che la distanza fisica non influenzi la moralità di un'azione, in coerenza con quel principio chiave dell'altruismo efficace ch'è l'imparzialità. 

#### Quanto donare?
Se da un lato tutti gli aspiranti altruisti efficaci concordano nel riconoscere l'importanza morale di piccoli sacrifici personali finalizzati al bene altrui, d'altra parte non c'è un consenso circa quale possa essere la minima dimensione accettabile per questi piccoli sacrifici. 
Ad un estremo del dibattito, ci sono aderenti al movimento dell'altruismo efficace convinti che la sola scelta pienamente etica sia quella di cercare di fare il maggior bene possibile, con tutte le risorse a propria disposizione. Così Singer: 

(Peter Singer, The Most Good You Can Do)
D'altra parte, molti altri aspiranti altruisti efficaci (come MacAskill)

non credono che l'unico corso d'azione moralmente permissibile per l'individuo sia quello di donare letteralmente quanto più possibile ad associazioni benefiche efficaci. Travis Timmermann, ad esempio, filosofo e figura di grande rilievo nel movimento dell'altruismo efficace, ha criticato l'argomento della bambina che affoga di Singer.

Da un lato, per Timmermann è più che ovvio che l'individuo sia moralmente obbligato a sacrificare l'equivalente monetario di un bel paio di scarpe nuove per salvare un bambino. Almeno una volta nella vita. D'altra parte, si immagini che i bambini in disperato bisogno d'aiuto siano moltissimi: l'individuo sarebbe forse per questo moralmente obbligato ad aiutarne il più possibile, ripetendo quello stesso sacrificio costantemente, per tutta la vita? Timmermann trova questa conclusione assai meno scontata. Il saggio di Timmermann si chiude aprendo, e lasciando aperta, la questione di quanto le persone siano moralmente in dovere di donare alle organizzazioni di beneficenza efficaci.
Numerosi altruisti efficaci ogni anno donano larga parte del proprio reddito a cause come la riduzione della povertà globale od il miglioramento delle condizioni di vita degli animali non umani.

Associazioni benefiche come Giving What We Can incoraggiano i benestanti del mondo a rendersi conto della propria posizione di privilegio, e del potenziale benefico enorme che si potrebbe realizzare a prezzo di un investimento piccolo. Nell'Italia del 2019, ad esempio, un adulto senza figli che percepisse 40,037 € netti all'anno apparteneva probabilmente all'1% più ricco del pianeta; una donazione del 10% dei suoi guadagni sarebbe stata sufficiente, ad esempio, a distribuire 980 zanzariere antimalariche fra i bisognosi, scongiurando, in media, la morte di una o due persone, ogni anno.

In dieci anni, questa persona avrebbe protetto centinaia di persone dalla malattia, contribuito all'uscita dalla povertà di alcune delle regioni più povere del mondo (la malaria costituisce il più significativo freno all'economia africana),

e salvato circa 14 esseri umani. Anche dopo aver dato via il 10% dei propri guadagni, il donatore avrebbe comunque ritenuto una cifra sufficiente a collocarlo nel 1,4% più abbiente del mondo. Queste stime tengono già conto delle differenze di potere d'acquisto fra nazioni. Discorsi analoghi si potrebbero fare una coppia con un solo figlio a carico e guadagni annui complessivi pari a 88,081 €, una con due figli a carico e guadagni annui complessivi pari a 108,100 €, od un genitore solo con un figlio a carico ed un reddito netto annuo di 60,056 €.

## Comportamento

### Scelta della carriera
La scelta della propria carriera è un determinante importante del bene che si può fare sia direttamente (tramite i servizi che si offrono al mondo) ed indirettamente (attraverso i modi in cui il denaro guadagnato viene speso). Il sito Internet 80,000 Hours offre consigli a questo riguardo per massimizzare il proprio impatto positivo ed afferma che le carriere andrebbero scelte sulla base dell'impatto immediato (diretto ed indiretto) e la possibilità di ottenere delle abilità che potranno essere utilizzate successivamente.

### Donazioni
L'altruismo efficace consiste nel fare donazioni nella maniera che permette di fare il massimo del bene. Ci sono due aspetti collegati: quanto donare e per che cosa. Il valutatore di organizzazioni GiveWell si focalizza principalmente sulla seconda domanda, identificando le migliori opportunità per donazioni e la capacità che queste organizzazioni hanno di utilizzare ulteriori fondi. L'organizzazione Giving What We Can si propone di considerare entrambi gli aspetti: si impegna ad incoraggiare le persone a donare il 10% dei loro guadagni e le sue raccomandazioni rispetto alle migliori organizzazioni aiutano le persone a determinare a quali donare.
Molti altruisti efficaci donano sostanzialmente più di quanto sia tipico nella loro società. Alcuni credono sia un dovere morale alleviare le sofferenze attraverso donazioni se gli acquisti che una persona evita per poter donare non causano una comparabile sofferenza a se stessi Famine, Affluence, and Morality (PDF) (archiviato dall'url originale il 6 novembre 2015).. Considerato che chiunque abbia un reddito superiore a $ 52,000 a parità di potere d'acquisto faccia parte del 1% più ricco del pianeta, molti altruisti efficaci ritengono di poter utilizzare la loro ricchezza relativa per fare moltissimo bene. Questo porta alcuni di essi a vivere una vita frugale così da poter donare di più.

## Noti sostenitori

### Peter Singer
Peter Singer ha scritto diverse opere sull'altruismo efficace, tra cui Salvare una vita si può (titolo originale: The Life You Can Save), in cui sostiene che la gente dovrebbe seguire dei valutatori di organizzazioni umanitarie per indirizzare le proprie donazioni all'organizzazione più efficace possibile e l'articolo “Carestia, Ricchezza e Moralità” (titolo originale: “Famine, Affluence and Morality”), in cui sostiene che molte persone nelle società sviluppate hanno il dovere di aiutare i bisognosi:
(Peter Singer, Carestia, Ricchezza e Morale)
Singer ha fondato un'organizzazione non-profit, anch'essa chiamata  The Life You Can Save., che promuove le donazioni a organizzazioni umanitarie efficaci. Egli è membro di  Giving What We Can. e del consiglio di  Animal Charity Evaluators.. Dà in beneficenza almeno il 25% del proprio reddito, attualmente prefiggendosi l'obiettivo di donarne circa il 50%.

### Toby Ord
Toby Ord è un filosofo morale all'Università di Oxford. È un sostenitore del consequenzialismo ed è principalmente interessato alla povertà globale e ai rischi di catastrofi. Nel 2020 Ord ha pubblicato il suo libro "The Precipice: Existential Risk and the Future of Humanity". Ord ha fondato Giving What We Can, un'organizzazione che incoraggia le persone a fare una promessa pubblica (pledge) in cui si impegnano a donare 10% del proprio reddito alle organizzazioni umanitarie individuate. Ord si impegna a spendere £ 18'000 (circa € 23'000) all'anno, al fine di dare in beneficenza il resto del suo reddito.

### Thomas Pogge
Studente di John Rawls, Thomas Pogge pensa all'altruismo efficace da un punto di vista meno consequenzialista. Pogge è un membro di Giving What We Can e del Health Impact Fund, il cui scopo è rendere disponibili medicine moderne a basso costo per chi vive in povertà, nonché di Academics Stand Against Poverty, un'organizzazione che spinge il mondo accademico ad avere un maggior impatto positivo sulla povertà.
Nel libro World Poverty and Human Rights, Pogge sostiene che le persone delle società sviluppate stiano danneggiando attivamente quelle dei paesi in via di sviluppo: “La maggior parte di noi non lascia semplicemente morire di fame la gente, ma contribuisce attivamente alla loro morte.” Quindi, a differenza di Singer e Unger, i quali sostengono che dovremmo aiutare i bisognosi a causa di doveri positivi, Pogge ritiene che la responsabilità di aiutare i poveri del mondo derivi dal fatto che la gente nel primo mondo stia attivamente danneggiando queste persone, ad esempio prestando denaro a governi corrotti.

### Shelly Kagan
Nel libro The limits of morality, Shelly Kagan sostiene che le persone non hanno opzioni morali che permettono di agire in maniere che produrranno esiti non ottimali. Kagan afferma in apertura del libro che “L'etica richiede che tu compia – tra gli atti moralmente permissibili – quell'atto che si può ragionevolmente ritenere conduca alle migliori conseguenze complessive.” Kagan cerca di difendere tale affermazione attraverso una dettagliata analisi di diverse possibilità e limiti morali.

## Stile di vita
I principi dell'altruismo efficace possono implicare cambiamenti significativi allo stile di vita. Molti altruisti efficaci cercano di vivere in modo frugale per gli standard delle nazioni ricche, in modo da poter donare di più. Una coppia di altruisti efficaci descritta dal Washington Post spese $10.000 nel 2012, consumando in media meno di $200 al mese in alimentari e circa $300 in spese non essenziali. Alcuni altruisti efficaci intraprendono carriere redditizie al fine di aver più soldi da donare. Un altro altruista efficace descritto dal Washington Post lavora come un analista quantitativo per una società finanziaria e dona metà del suo stipendio.
Altri altruisti efficaci danno meno importanza alla vita frugale, pensando che sia più importante mantenere uno stile di vita che proietti un’immagine piacevole dell’altruismo efficace, che renda agevole continuare a donare per tutta la vita o che faciliti far del bene direttamente col proprio lavoro.

## Organizzazioni
Varie organizzazioni si riconoscono come parte del movimento AE. Queste sono:
- GiveWell., un'organizzazione che si occupa di identificare le migliori opportunità per donazioni e la necessità che queste organizzazioni hanno di ulteriori fondi.
- Giving What We Can., un'associazione internazionale che promuove le più efficienti ed efficaci organizzazioni di beneficenza che lottano contro la povertà. Questo organismo ricerca le organizzazioni caratterizzate dalla miglior relazione costo-efficacia, incoraggiando a donare intelligentemente. Esso sostiene anche un crescente gruppo di persone che donano una parte significativa del proprio reddito alla cause identificate.[77]
- The High Impact Network, un'organizzazione che diffonde le idee dell'altruismo efficace supportando la creazione di gruppi locali.[78]
- The Life You Can Save., un movimento che promuove la lotta contro la povertà assoluta mediante donazioni a organizzazioni altamente efficaci. È stato fondato dal filosofo Peter Singer in seguito alla pubblicazione del suo libro Salvare una vita si può.[79]
- 80,000 Hours., un servizio di orientamento su carriere etiche per chi vuole utilizzare la propria carriera per avere un impatto positivo sul mondo.[80]
- Animal Charity Evaluators, un'organizzazione non-profit dedicata a trovare a trovare e promuovere opportunità altamente efficaci nel migliorare la vita degli animali.[81]
- Instituto Ética, Racionalidade e Futuro da Humanidade, un'organizzazione brasiliana che incoraggia il donare efficacemente e indaga come la tecnologia può aiutare le generazioni future.[82]

Le organizzazioni più efficaci raccomandate da GiveWell e Giving What We Can nel 2017 ci sono:
- Against Malaria Foundation[83], un'organizzazione che dona zanzariere trattate con insetticida a lunga durata. 100% dei soldi donati vengono utilizzati per l'acquisto di zanzariere, al costo di $5.31 l'una (2015). Studi hanno dimostrato che questa è la maniera più efficace ed economica per prevenire la malaria.
- Deworm the World Initiative[84] lavora per supportare i governi nello sviluppare programmi per ridurre i casi di vermi intestinali all'interno delle scuole. I suoi programmi hanno raggiunto 140 milioni di bambini in Kenya, India, Etiopia e Vietnam.
- Evidence Action[85] promuove attività per ridurre le cause di povertà e sofferenza con particolare attenzione alla quantificazione del risultato ottenuto.
- GiveDirectly[86], lavora attualmente in Kenya ed Uganda e fornisce a persone in estrema povertà un trasferimento di denaro di $1000, una sola volta, senza porre condizioni su come il denaro verrà speso. Le valutazioni mostrano come il denaro permetta di ridurre la fame ed aumentare l'investimento su animali e piccole imprese. Non è ancora chiaro se sul lungo termine comporti una riduzione della povertà.
- Helen Keller International[87] promuove programmi per combattere le cause della cecità e della malnutrizione.
- Schistosomiasis Control Initiative (SCI)[88] aiuta i governi di paesi africani e dello Yemen a combattere una delle più comuni malattie tropicali neglette, la schistosomiasi. SCI aiuta i governi con supporto logistico: identificando i luoghi in cui vi è una prevalenza di questa malattia, formulare una strategia per il trattamento, richiedere ed ottenere il medicinale necessario per il trattamento, addestrare il personale nell'implementare, monitorare e valutare il programma di trattamento.
- Sightsavers[89] si occupa di prevenire la cecità e di affermare i diritti dei disabili.
- The End Fund[90], dedicata alla risoluzione del problema della schistosomiasi.

## Critiche
Una controversia sull'altruismo efficace è imperniata sull'idea che può essere ritenuto etico intraprendere una carriera altamente redditizia in un settore potenzialmente immorale se ciò permette di donare somme maggiori. David Brooks, un editorialista per il The New York Times, criticò gli altruisti efficaci che adottano la strategia guadagnare per dare. Oltre al rischio di commettere atti immorali, egli fa notare che la maggior parte delle persone che lavorano nella finanza e in altri settori molto redditizi danno valore al denaro per ragioni egoistiche e che essere attorniati da queste persone farà diventare un altruista efficace meno altruista. Anche alcuni altruisti efficaci menzionano questa possibilità, e mirano a ridurre questo rischio attraverso comunità online, promesse pubbliche e donazioni attraverso donor-advised fund (organizzazioni che assistono nel processo di donazione).
In risposta alle critiche su questo aspetto dell'altruismo efficace, un articolo pubblicato sulla National Review indaga se i settori comunemente ritenuti di dubbia moralità, come la finanza, siano veramente immorali. L'autore afferma che spesso questi settori producono più benefici che danni. La rivista di business Euromoney ha elogiato l'altruismo efficace per la sua enfasi sull'azione benefica individuale.
Paul Brest della William and Flora Hewlett Foundation, cofondatore di GiveWell, ha scritto un articolo per la Stanford Social Innovation Review in cui conclude: “In fin dei conti, il mio consiglio, non sollecitato, per i fautori dell'altruismo efficace è di mantenere salda la rotta.” Al contrario, Ken Berger e Robert Penna, dell'organizzazione Charity Navigator, hanno criticato la filosofia dell'altruismo efficace con un articolo sulla Stanford Social Innovation Review. La loro critica sostiene che gli altruisti efficaci si ergono a moralizzatori, eleggendo un ristretto numero di cause come meritevoli e ritenendo tutte le altre come “uno spreco di risorse preziose.” La critica provocò una forte reazione da parte degli altruisti efficaci, sia nei commenti all'articolo della SSIR che in altre sedi, incluso un articolo di risposta (anche questo pubblicato nella SSIR) in cui William MacAskill difese la logica utilitarista che il movimento usa per valutare l'efficacia delle diverse organizzazioni di beneficenza.
Anche alcuni simpatizzanti dell'altruismo efficace hanno scritto critiche su di esso, in parte per dar voce a proprie apprensioni o come esercizio dialettico.